# Xilita
Xilita är en ort i Mexiko.   Den ligger i kommunen Zacapoaxtla och delstaten Puebla, i den sydöstra delen av landet, 170 km öster om huvudstaden Mexico City. Xilita ligger 1 515 meter över havet och antalet invånare är 891.
Terrängen runt Xilita är kuperad åt sydost, men åt nordväst är den bergig. Runt Xilita är det ganska tätbefolkat, med 129 invånare per kvadratkilometer. Närmaste större samhälle är Zacapoaxtla, 5,4 km söder om Xilita. Omgivningarna runt Xilita är en mosaik av jordbruksmark och naturlig växtlighet.